# 나주 정촌고분 출토 금동신발
나주 정촌고분 출토 금동신발(羅州 丁村古墳 出土 金銅飾履)은 삼국 시대 대형 분구묘인 정촌 고분의 1호 석실에서 2014년 국립나주문화재연구소가 발굴한 금동신발이다. 2021년 4월 21일에 대한민국의 보물 제2125호로 지정되었다.

## 개요
5∼6세기 무렵 영산강유역에는 복암리 고분군, 정촌고분, 영동리 고분군 등 대형 고분이 축조되었는데, 그중 정촌고분은 1,500여 년 전 백제‧마한 문화를 가장 종합적으로 보여주는 고분이면서 도굴 피해를 당하지 않아 매장의 원형을 알 수 있어 고고학적으로 매우 중요한 무덤임이 인정된다.
금동신발은 삼국 시대 우리나라 고유의 금속공예품 중 하나로, 공주 무령왕릉을 비롯한 마한·백제권 지역에서 22점이 확인된 바 있다.
정촌고분 1호 석실 제3목관에서 발견된 금동신발은 좌우 신발 한 쌍이 거의 훼손되지 않은 채 완벽한 모습으로 출토되었다. 국립나주문문화재연구소의 과학적 분석 결과에 따르면 신발의 주인은 40대 여성인 것으로 추정되었다.
국내 최초 원형 그대로 발굴된 유물이라는 점에서 고고학과 역사적으로 의미가 크다. 또한, 같은 시기 중국이나 고구려, 신라의 미술품과 비교하여 문양의 기원과 변천, 상징적 의미를 파악할 수 있다는 점, 2021년 초반까지 알려진 삼국 시대 금동신발과 비교하여 백제 공예문화의 독자성을 밝힐 수 있는 원천유물이라는 점에서 학술적 가치 또한 매우 높다고 평가되어 2021년 보물로 지정되었다.

## 형태
이 금동신발은 형태와 제작기법, 문양 등에서 고창 봉덕리 출토 금동신발과 매우 유사하다. 얇은 금동판 4장으로 바닥판과 좌우 옆면판, 발목깃판을 만들어 서로 작은 못으로 연결하였고 문양을 투각해 세부를 선으로 묘사한 방식 등 고대 금속공예 기법이 잘 반영되어 있다. 아울러 육각문, 용문, 인면조, 괴수문, 연화문 등 사후영생을 기원한 고대인들의 사후세계관이 반영된 듯한 다양한 문양이 정교하고 세밀하게 표현되어 있어 조형적으로도 매우 우수하다는 평가를 받는다.
5세기 후반경에 제작된 것으로 발목깃판이 부착되고 투각(透刻)된 문양을 사용하였다는 점에서 고창 봉덕리 1호분 출토 금동신발(보물)과 유사한 형태와 제작기술, 문양요소를 갖추고 있다. 발등에 있는 용머리 장식은 나주 정촌고분 출토 금동신발에서만 유일하게 확인된 특징으로, 신발의 장식 효과를 더욱 높이고 있다.
나주 정촌고분 출토 금동신발은 얇은 금동판으로 바닥판과 좌우 옆면판, 발목깃판을 만들어 작은 못으로 연결해 제작되었으며, 옆면 판에는 육각형 문양이 연속으로 배치됐다. 이 육각형 내부에는 용(龍), 봉황(鳳凰), 인면조(人面鳥), 짐승, 새 등의 동물문양이 관찰된다. 이와 함께 발끝과 뒤꿈치 중앙 부분에는 불꽃문양, 바닥판에는 연꽃과 괴수(怪獸)문양이 확인된다. 금동신발은 삼국 시대 공예기술뿐만 아니라 고대인의 사후세계관을 이해하는데 중요한 자료로 신발에 장식된 다양한 문양은 고인을 천상으로 인도하는 상징적인 역할을 하였던 것으로 보인다.
고창 봉덕리 금동신발에 비해 조금 늦은 5세기 후반경에 제작되어 6세기 무령왕릉 출토 금동신발로 이어지는 과도기적 단계를 보여주는 공예품으로, 5~6세기 백제의 사상과 미술을 이해하는데 중요한 작품이다.